# Surat Thani (provins)
Surat Thani er en provins i det sydlige Thailand ud til Thailandbugten. Provinsens hovedstad hedder også Surat Thani. Der ligger en international lufthavn, Surat Thani Airport (URT), nord for hovedstaden, desuden findes en international lufthavn (USM) på øen Samui. Cirka 60 kilometer øst for hovedstaden ligger færgebyen Don Sak til færgeforbindelser til øerne i Angthong-øhavet i Bandon Bugten, som hører til provinsen.

## Turisme
Turistdestinationerne Koh Phangan, Koh Samui og Koh Tao ligger i Surat Thani-provinsen.
De tre største nationaliteter for udenlandske besøgende i 2018 var Kina med 15 procent, 0,4 millioner, og Tyskland med 10 procent, 0,3 millioner, samt Storbritannien med 10 procent, 0,3 millioner.
I 2022 havde Surat Thani-provinsen – inklusive ferieøerne Phangan, Samui og Tao – 3.690.642 besøgende ifølge Ministry of Tourism and Sports (Turisme- og sportsministeriet), hvilket medførte et provenu på 27,66 milliarder baht (omkring 5 milliarder kroner). Det var en mere end 900 procent forøgelse i forhold til 2021 – hvor Coronavirus-pandemien havde stor indvirkning på turismen – Surat Thani havde thailands højeste vækst i turismeindtægter i 2022.

## Transport
Kun få thailandske provinser har to lufthavnen, en af dem er Surat Thani, der både har en lufthavn ved hovedbyen af samme navn på fastlandet, og en lufthavn på øen Koh Samui, der primært er en turistdestination. De to lufthavnen har tilsammen 4,8 millioner passagerer om året, fordelt med cirka 2,2 millioner i Surat Thani International Airport (URT) og 2,6 millioner i Samui International Airport (USM).
Der er togforbindelse til både Malaysia og Singapore mod syd og Bangkok i nord. Der er en mindre havn i Surat Thani by og to bilfærgehavne i Don Sak med forbindelse til Koh Phangan, Kho Paluai og Koh Samui.